# Liliput Hollywood
A Liliput Hollywood a Tankcsapda 2019-ben megjelent tizennegyedik stúdióalbuma.

## Az album dalai
A dallistát 2019. szeptember 30-án jelentették be.
| 1.    | A világ posztol                       | 4:44 |
| 2.    | Szevasz öcsém                         | 3:31 |
| 3.    | Megölni engem                         | 3:50 |
| 4.    | A gyűlölet a régi                     | 4:00 |
| 5.    | Ülj le mellém                         | 4:26 |
| 6.    | Pattanások és szemüvegek              | 3:12 |
| 7.    | Liliput Hollywood                     | 3:46 |
| 8.    | Amit a vér kíván                      | 3:05 |
| 9.    | Hívjuk inkább úgy                     | 4:14 |
| 10.   | Nincsenek szavak - Robinak és Katának | 4:33 |
| 39:21 |                                       |      |

## Közreműködők
- Lukács László – basszusgitár, ének
- Sidlovics "Sidi" Gábor – gitár
- Fejes Tamás – dobok